# نادي بريستول (أوروغواي)
كان نادي بريستول لكرة القدم نادي كرة قدم في الأوروغواي ، كان يقع في مونتيفيديو ، ولعب في الدرجة الأولى خلال العقود الأولى من القرن العشرين. قرن. تأسس النادي في عام 1904.